# Charaxes dreuxi
Charaxes dreuxi är en fjärilsart som beskrevs av Bouche och Minig 1977. Charaxes dreuxi ingår i släktet Charaxes och familjen praktfjärilar. Inga underarter finns listade i Catalogue of Life.